# 少年軍事学校
少年軍事学校（中国語：少年军校）は、中華人民共和国の中国人民解放軍の軍事教育校。

## 概要
1999年1月に正式に批准された少年を対象とした軍事学校。中国全土に1万3000箇所設立されており、内300校がモデル校。一部はホームページなども設立している。
2001年に成立する国防教育法によって明文化・立法化された。共産主義青年団中央、国立小運営委員会、人民解放軍総政治部、各省の公安、武装警察部隊らによって構成されている。国防部長（国防省大臣に相当）が全学校の名誉校長を務める。「広範な少年・児童の間で愛国、愛党、愛軍教育を行う重要な活動の一つ」と中国通信社は報じている。中国国防白書によれば、兵役法と国防教育法によって2003年時点で小学校から大学までの全学校工程で800余万人の学生が訓練を受けたとしている。なお、中国国民全体では「毎年教育を受ける人数は2億人近くに達している」ともしている。
モデル校の一つである「中国少年军校总校房山基地」は一度に3000人が受け入れられる大規模兵錬基地となっている。1996年10月8日に第1回少年軍校検閲式を国防部長を迎えて実施し、2007年7月27日に第6回少年軍校検閲式が実施された。